# 이요이즈시역
이요이즈시역(일본어: 伊予出石駅 이요이즈시에키[*])은 일본 에히메현 오즈시에 있는 시코쿠 여객철도 요산선의 역이다. 역 번호는 S13이며, 단선 1면 1선의 구조를 지닌 지상역이다.

## 역사
- 1918년 2월 14일 : 조로마쓰역(일본어: 上老松駅)으로 개업.
- 1950년 4월 1일 : 현재의 이요이즈시역으로 개칭.
- 1987년 4월 1일 : 민영화에 따라, 시코쿠 여객철도로 이관.

## 인접 정차역
| 시코쿠 여객철도 요산선            | 시코쿠 여객철도 요산선 | 시코쿠 여객철도 요산선          |
| --------------------------------- | ---------------------- | ------------------------------- |
| S 12 이요나가하마 무카이바라 방면 | 요산 선                | 이요시라타키 S 14 이요오즈 방면 |